# Taricha
Taricha és un gènere d'amfibis caudats de la família Salamandridae. Ho formen quatre espècies de tritons autòctons de la costa del Pacífic nord-americà.

## Taxonomia
El gènere Taricha inclou quatre espècies:
- Taricha granulosa (Skilton, 1849)
- Taricha rivularis (Twitty, 1935)
- Taricha sierrae (Twitty, 1942)
- Taricha torosa (Rathke, 1833)